# 外山史織
外山 史織（とやま しおり、1993年5月26日 - ）は、日本のモデル、女優。本名は同じ。
秋田県出身。株式会社パイプライン所属。

## 来歴
秋田県出身。爽健美茶やハウス食品頑張れクリームシチュー、ヱビスビールなどのCMに出演。高校生役から実年齢の役まで幅広く演じ、ハウス食品のWEBCMでは高校生役を鬼気迫る演技で魅せた。2018年4月に発売された、蜷川実花が編集を手がけるスペシャルファッション雑誌Mgirlでモデルを務める。モデルとして、オンワード（組曲） 2018 AW LOOKBOOKを受賞している。

## 人物
血液型はO型。
身長162cm。靴24cm。B72cm、W57cm、H82cm。
所属事務所は株式会社パイプライン
趣味はサウナと釣り。特技は幸せそうにごはんを食べることとスキューバダイビング。好きなスポーツはバレーボール、バスケットボール、ボルダリング。

## 出演

### 雑誌
- 超はじめてのマウンテンバイク（2017年　辰巳出版）
- CAPA（2017年　学研プラス）
- 就活スタイル2019〈2018年　マイナビ〉
- Mgirl（2018年）
- LDK the Beauty ８月号〈2018年　晋遊舎〉
- はなよめ １２月号〈2018年　百日草〉
- SPRiNG〈2018年　宝島社〉
- COLOR＋草津伊香保（2018年　昭文社）

### ショー
- 超十代 - ULTRA TEENS FES - 2017＠TOKYO ヘアショー・モデル（2017年）
- shuuemura メイクコンテスト（2017年）
- YVESAINTLAURENT　メイクショー　（2017年）
- shuuemura メイクショー（2018年）

### CM
- 日本コカ・コーラ 「爽健美茶」（2017年）
- ハウス食品 「クリームシチュー」（2017年）
- JRA「UMAJYO」（2018年）
- サッポロビール「YEBISU エビスデー花見篇」（2018年）
- ビオフェルミン製薬「新ビオフェルミンＳ　家族にひとつ篇」（2018年）
- ABCマート「HAWKINS／ホーキンス TRAVELLER」(2018年）
- coen「旅の思い出」旅館編／「旅の思い出」海編（2019年）

### WEB
- Honeys公式ECサイト
- 三越 きものゴコロ。
- イケガミ
- CUBE SUGAR
- はるやま商事
- モバコレ
- NATURAL BEAUTY BASIC / ナチュラルビューティーベーシック）
- オンワード（組曲）
- チチカカ
- furryrate

### テレビドラマ
- フラジャイル（2016年、CX系） - 医学生 役
- グッドパートナー 無敵の弁護士（2016年、EX系） - 弁護士 役
- ナイトヒーロー NAOTO（2016年、TX系）- 報道記者・高校生 役
- ゆとりですがなにか（2016年、NTV系） - カフェの客 役
- 地味にスゴイ! 校閲ガール・河野悦子（2016年、NTV系) - カップル 役
- 越路吹雪物語（2017年、EX）
- 会社は学校じゃねえんだよ!!（2018年、AbemaTV）
- 新婚有田と独身女2（2018年、NTV系）- MAX LINA 役
- 来世ではちゃんとします 第7話（2020年、TX系）- バーの客 役
- ディア・ペイシェント〜絆のカルテ〜 第6回（2020年、NHK総合） - 田村佳穂 役[2]
- ナイルパーチの女子会 第2話・第5話（2021年2月6日・27日、BSテレ東）
- 世にも奇妙な物語 夏の特別編「電話をしてるふり」（2022年6月18日、フジテレビ） - 同僚B 役
- 合理的にあり得ない 〜探偵・上水流涼子の解明〜 第10話（2023年6月19日、関西テレビ・フジテレビ） - 弁護士事務所の職員 役
- ダブルチート 偽りの警官 Season1 第5話（2024年5月24日、テレビ東京・WOWOW） - レストランの親子連れ客 役[3]

### 舞台
- 「Hanauma」作・演出：河田キイチ（2016年） -橋川未来 役-
- 「ソウサイノチチル」脚本・演出：えのもとぐりむ（2016年） -菊地恵 役-
- 「いろは」脚本・演出：矢崎ケンスケ（2017年） -主演：椿 役-
- 「八月のシャハラザード」作：高橋いさを／演出：森川圭（2017年） -主演：夕凪 役-
- LIBERALプロデユース公演「嘘神-うそがみ-」脚本・演出：矢崎ケンスケ（2018年） -ヒロイン役-
- IN EASY MOTION vol.30 「怪しの雨」作・演出：伊藤和重（2018年） -エツ 役-
- IN EASY MOTION vol.35 「Farce 道化師」作・演出：伊藤和重（2019年） -神山恵 役-
- 劇団あはひ新作公演 / eyes plus「ピテカントロプス・エレクトス -あるいは私たちはどこから来たのか、私たちはどこへ行くのか?」作・演出：大塚健太郎（2024年）[4]

### PV
- まねきケチャ（2017年　Virgin Records）
- fumika「花束に込めて」（2017年　よしもとアール・アンド・シー）